# Cantó de Saint-Michel-de-Maurienne
El cantó de Saint-Michel-de-Maurienne era una divisió administrativa francesa del departament de Savoia, al districte de Saint-Jean-de-Maurienne. Comptava amb sis municipis i el cap era Saint-Michel-de-Maurienne. Va desaparèixer el 2015.

## Municipis
- Orelle
- Saint-Martin-d'Arc
- Saint-Martin-de-la-Porte
- Saint-Michel-de-Maurienne
- Valloire
- Valmeinier

## Consellers generals
| Període                               | Identitat           | Partit           | Qualitat                                             |
| ------------------------------------- | ------------------- | ---------------- | ---------------------------------------------------- |
| Les dades anteriors no són conegudes. |                     |                  |                                                      |
| 1949-1979                             | Donat Chinal        | Rad. després DVD | Alcalde d'Orelle                                     |
| 1979-1992                             | Félix Anselme       | PS               | Alcalde de Saint-Michel-de-Maurienne fins a 2008     |
| 1992-2004                             | Bernard Julliard    | DVD              |                                                      |
| 2004-2015                             | Jean-Michel Gallioz | DVG              | Alcalde de Saint-Michel-de-Maurienne després de 2008 |

## Demografia
| 1882                                                          | 1926 | 1962 | 1968 | 1975 | 1982  | 1990  | 1999  | 2008  | 2012  |
| ?                                                             | ?    | ?    | ?    | ?    | 5.972 | 5.516 | 5.670 | 5.980 | 5.642 |
| ------------------------------------------------------------- | ---- | ---- | ---- | ---- | ----- | ----- | ----- | ----- | ----- |
| Nombre retenu à partir de 1990: Població sense dobles comptes |      |      |      |      |       |       |       |       |       |